# Vladimir Loroña
Vladimir Eduardo Loroña Aguilar (ur. 16 listopada 1998 w Caborce) – meksykański piłkarz występujący na pozycji prawego obrońcy, od 2025 roku zawodnik Tigres UANL.
Jest bratem Luisa Loroñi, również piłkarza.